# Бій під Шманьківцями
Битва під Шманьківцями — битва між військами Речі Посполитої та Османської імперії біля села Шманьківців (нині Чортківський район, Тернопільська область, Україна). Завершилася перемогою об'єднаних сил Речі Посполитої.

## Відомості
Місце бою 6 лютого 1624 року є с. Шманьківці (тепер Чортківського р-ну Тернопільської обл., Україна) між польською армією під командуванням польного коронного гетьмана Станіслава Конєцпольського з одного боку і татарською ордою під проводом синів мурзи Буджацької Орди емір-уль-умара Кан-Темира Кривавого Меча з іншого, що перед тим пограбувала шість містечок і 70 сіл у Галицькій землі Руського воєводства. Ногайці намагались врятувати свій кіш від нападу й почали атакувати польський табір з піхотою, але атака важкої кавалерії на чолі з самим гетьманом привела до їхньої поразки, коли загинуло два сини Кан-Темира — Джан-Темир і Мегмед (за іншою версією, один з братів, імовірно Мегмед, врятувався втечею). Польська кавалерія переслідувала татар аж до лісу за с. Оришківці. Татарські втікачі з поля бою попередили іншу орду під проводом Алі-мурзи, яка мала кіш під місто Язловець (нині село Бучацького району), про підхід королівської армії й мурза того ж дня дав наказ відступити на Буковину. Відомо, що під час бою стояли такі сильні морози, що руки жовнірів примерзали до зброї,а сам польний гетьман через обмороження втратив палець.
Деякі історики вказують на участь у цьому бою ротмістра Стефана Хмелецького, хоча насправді його відділом командував Ян Дзік (пол. Jan Dzik). Це сталося тому, що Хмелецький отримав поранення стрілою під час переможного бою десь на Поділлі з великою ногайською ордою на чолі зі Сармаш-мурзою. В епістолярії київського воєводи Томаша Замойського помилково вказується інше місце бою — сусіднє с. Залісся.

### Військові сили
Польське військо:
- Жовніри — 3 500
- Добровольці — 1 500

Війська Османської імперії:
- Всього близько 5 000 чоловік.